# Liste der mexikanischen Kinofilme 1941
Die Liste der mexikanischen Kinofilme des Jahres 1941 führt alle in diesem Jahr in Mexiko gedrehten Langfilme auf. Insgesamt gab es in diesem Jahr 36 mexikanische Produktionen. Die in dieser Liste aufgeführten Informationen basieren auf David E. Wilts Buch „The Mexican Filmography 1916 through 2001“, der die vollständigste Filmographie für Mexiko vorgelegt hat.

## Legende
- Titel: Nennt soweit vorhanden den offiziellen deutschen Filmtitel, andernfalls den spanischen Originaltitel.
- Regisseur: Nennt den Regisseur oder die Regisseure des Films.
- Genre: Nennt die Genrezuordnung.
- Darsteller: Nennt drei Hauptdarsteller.
- Besonderheiten: Führt Besonderheiten und Hintergründe zum Film auf.

## Filmliste
| Titel                                            | Regisseur                 | Genre                        | Darsteller                                              | Besonderheiten |
| ------------------------------------------------ | ------------------------- | ---------------------------- | ------------------------------------------------------- | --- |
| Águila Roja                                      | Robert Curwood            | Abenteuerfilm                | Victor Manuel Mendoza; Alicia Ortíz; Crox Alvarado      | |
| Alejandra                                        | José Benavides, Jr.       | Historienfilm; Melodram      | Arturo de Córdova; Susana Guízar; Anita Blanch          | Der Stoff wurde bereits 1921 unter dem Titel Carmen verfilmt. |
| Allá en el Bajío                                 | Fernando Méndez           | Ranchera                     | Raúl de Anda; María Luisa Zea; Pedro Armendáriz         | |
| Amor chinaco                                     | Raphael J. Sevilla        | Abenteuerfilm                | Jorge Vélez; Gloria Marín; René Cardona                 | |
| ¡Ay Jalisco, no te rajes!                        | Joselito Rodríguez        | Ranchera                     | Jorge Negrete; Gloria Marín; Carlos López               | 1942 gab es mit El Ametralladora ein Sequel. |
| ¡Ay, qué tiempos, señor don Simón!               | Julio Bracho              | Filmkomödie                  | Joaquín Pardavé; Arturo de Córdova; Mapy Cortés         | |
| El barbero prodigioso                            | Fernando Soler            | Filmkomödie                  | Fernando Soler; Adriana Lamar; Domingo Soler            | |
| La canción del plateado                          | Francisco Elías           | Abenteuerfilm                | Juan José Martínez Casado; Irma Rosado; José Macip      | |
| El capitán Centellas                             | Ramón Pereda              | Abenteuerfilm; Filmkomödie   | Ramón Pereda; Armando Soto La Marina; Antonio Bravo     | |
| Carnavál en el trópico                           | Carlos Villatoro          | Filmkomödie                  | Manuel Medel; Agustín Isunza; Eufrosina García          | Aufgrund von Urheberrechtsstreitigkeiten wurde der Film erst 1946 veröffentlicht. |
| La casa del rencor                               | Gilberto Martínez Solares | Melodram                     | Anita Blanch; René Cardona; Isabela Corona              | |
| Cinco minutos de amor                            | Alfonso Patiño Gómez      | Filmkomödie                  | Arturo de Córdova; Mapy Cortés; Carlos Orellana         | |
| El conde de Montecristo                          | Chano Urueta              | Abenteuerfilm; Historienfilm | Arturo de Córdova; Mapy Cortés; Consuelo Frank          | |
| Cuando los hijos se van                          | Juan Bustillo Oro         | Melodram                     | Fernando Soler; Sara García; Joaquín Padavé             | Von dem Film gibt es zwei Remakes: 1957 Cada hijo una cruz und 1968 Cuando los hijos se van. |
| Del rancho a la capital                          | Raúl de Anda              | Filmkomödie; Melodram        | Domingo Soler; Susana Guízar; Pedro Armendáriz          | Es handelt sich nicht um ein Remake des gleichnamigen Films aus dem Jahr 1925. Mit Cabalgando a la luna aus dem Jahr 1972 und dem als Heimvideo veröffentlichten Del norta a la gran ciudad aus dem Jahr 1998 gibt es zwei Remakes. |
| Dos mexicanos en Sevilla                         | Carlos Orellana           | Filmkomödie                  | Carlos Orellana; Sara García; Emilio Tuero              | |
| La epopeya del camino                            | Francisco Elías           | Filmdrama                    | Pedro Armendáriz; María Luisa Zea; Antonio R. Frausto   | |
| Flor de fango                                    | Juan J. Ortega            | Melodram                     | Sofia Alvarez; Margarita Mora; Miguel Angel Ferriz      | |
| La gallina clueca                                | Fernando de Fuentes       | Melodram                     | Sara García; Domingo Soler; David Silva                 | |
| El gendarme desconocido                          | Miguel M. Delgado         | Filmkomödie                  | Cantinflas; Mapy Cortés; Daniel Herrera                 | |
| El hijo de Cruz Diablo                           | Vicente Oroná             | Abenteuerfilm; Historienfilm | Tomás Perrin; Lupita Gallardo; Antonio Bravo            | Sequel von Cruz Diablo aus dem Jahr 1934. |
| La Isla de la Pasión (Clipperton)                | Emilio Fernández          | Abenteuerfilm; Historienfilm | David Silva; Isabela Corona; Pituka de Foronda          | |
| La liga de las canciones                         | Chano Urueta              | Filmkomödie; Musikfilm       | Mapy Cortés; Ramón Armengod; Domingo Soler              | |
| Lo que el viento trajo                           | José Benavides            | Filmkomödie                  | Jesús Martínez; Elvia Salcedo; Agustín Isunza           | |
| Mi viuda alegre                                  | Miguel M. Delgado         | Filmkomödie                  | Ángel Garasa; Beatríz Ramos; Margarita Mora             | |
| Mil estudiantes y una muchacha                   | Juan Bustillo Oro         | Filmkomödie                  | Enrique Herrera; Joaquín Pardavé; Marina Tamayo         | |
| Ni sangre ni arena                               | Alejandro Galindo         | Filmkomödie                  | Cantinflas; Elvia Salcedo; Susana Guízar                | |
| Noche de recién casados                          | Carlos Orellana           | Filmkomödie                  | Carlos Orellana; Emilio Tuero; Margarita Mora           | |
| La posada sangrienta                             | Fernando A. Rivero        | Filmkomödie; Thriller        | David Silva; Gloria Marín; Miguel Inclán                | |
| ¿Quién te quiera a tí?                           | Rolando Aguilar           | Filmkomödie                  | Arturo de Córdova; Anita Blanch; Isabelita Blanch       | |
| El rápido de las 9:15                            | Alejandro Galindo         | Melodram; Fantasyfilm        | Alfredo del Diestro; Virginia Fábregas; Lucille Bowling | |
| Seda, sangre y sol                               | Fernando A. Rivero        | Melodram                     | Jorge Negrete; Gloria Marín; Pepe Ortíz                 | |
| Simón Bolívar                                    | Miguel Contreras Torres   | Historienfilm                | Julián Soler; Marina Tamayo; Carlos Orellana            | |
| Unidos por el eje (Noche de bodas con mi cuñado) | René Cardona              | Filmkomödie                  | René Cardona; Fernando Cortés; Delia Magaña             | |
| La venganza del Charro Negro                     | Raúl de Anda              | Abenteuerfilm; Ranchera      | Raúl de Anda; Tito Junco; Carlos López Moctezuma        | Es handelt sich um den dritten der Charro Negro-Filme. Sequel zu La vuelta del Charro Negro aus demselben Jahr. |
| Virgen de medianoche (El imperio del hampa)      | Alejandro Galindo         | Kriminalfilm                 | Jorge Vélez; Manolita Saval; Gaby Macías                | |
| La vuelta del Charro Negro                       | Raúl de Anda              | Abenteuerfilm; Ranchera      | Raúl de Anda; Carmen Conde; Agustín Isunza              | Zweiter Film der Charro Negro-Serie. Sequel zu El Charro Negro aus dem Vorjahr. |